# Otterton
Otterton – wieś w Anglii, w hrabstwie Devon, w dystrykcie East Devon. Leży 19 km na południowy wschód od miasta Exeter i 242 km na południowy zachód od Londynu. W 2001 miejscowość liczyła 700 mieszkańców.